# Boukar Michel
Boukar Michel, né le 9 décembre 1970 à N'Djaména, est un ingénieur en électromécanique et homme politique tchadien. Il est ministre des Communications, de l'Économie numérique et de la Digitalisation de l'administration depuis le 6 février 2025.

## Biographie

### Jeunesse et formation
Boukar Michel nait le 9 décembre 1970 à N'Djaména. Il obtient un diplôme en ingénierie électromécanique à l’université de N'Djaména, ainsi q'un master en management financier délivré par l'université de Maroua, au Cameroun. Michel reçoit un doctorat en économie d'énergie à l'université de Douala.

### Parcours professionnel
Il entame sa carrière professionnelle en 2007 sous le gouvernement du Premier ministre Delwa Kassiré Coumakoye, où il est nommé conseiller aux mines, à l’énergie et au pétrole. Entre 2012 et 2017, il est administrateur à la Société des hydrocarbures du Tchad (SHT). Parallèlement, de 2015 à 2017, il occupe le poste de Secrétaire général au ministère des Mines, de la Géologie et des Carrières.
En mai 2018, il fait son entrée dans le gouvernement et occupe le poste de ministre du Pétrole et de l'Énergie. Une année plus tard, en juin 2019, il est limogé de son poste.
En janvier 2021, le président de la République, Idriss Déby Itno, le nomme au poste de conseiller aux affaires pétrolières et minières à la Présidence de la République.
En janvier 2024, il fait son entrée dans le gouvernement de Succès Masra en tant que ministre de Télécommunications, de l'Économie numérique et de la Digitalisation de l'administration. Michel garde son ministère dans le gouvernement d'Allamaye Halina, instauré en mai 2024,.